# Гимар, Поль
Поль Шарль Гимар (фр. Paul Guimard; 3 марта 1921, Сен-Марс-ла-Жай, Земли Луары — 2 мая 2004, Йер (Вар), Прованс — Альпы — Лазурный Берег) — французский прозаик, журналист.

## Биография
Родился в семье мелкого фабриканта. Окончил в Нанте католический коллеж Святого Станислава.
Во время Второй мировой войны начал карьеру журналиста. Работал в провинциальной газете «L’Echo de la Loire», позже был редактором новостей в региональной газете «L’Ouest-Eclair». В течение четырёх лет Поль Гимар возглавлял обзорные страницы в «Tribune de Paris». В 1945 году он написал свою первую комедию «Седьмое небо».
Литературный дебют П. Гимара — романы «Лжебратья» («Les faux frères», 1955) и «Гаврская улица» («Rue de Havre», 1957, рус. пер. 1961) — принесли успех писателю. Роман «Лжебратья» был удостоен премии Grand Prix de l’Humour (1956), а в 1957 году он был награждён премией Интералье.
В 1960 году в соавторстве со своим другом А. Блонденом Гимар написал комедию «Лучший человек». Год спустя он опубликовал роман «Ирония судьбы» («L’ironie du sort», 1961) о Движении Сопротивления, которая послужила в 1974 году основой одноименного фильма Эдуара Молинаро. В 1962 году он совершил кругосветное путешествие на яхте, после чего рассказывал о своих впечатлениях на радио-шоу. В 1967 году опубликовал свой самый известный роман «Мелочи жизни» («Les choses de la vie», 1967, экранизация К. Соте, 1969), которая также была экранизирована. Как и в этом романе, в его произведениях социальная тематика, поданная часто весьма иронично, сочеталась с глубоким психологизмом.
С 1971 по 1975 год Гимар был редактором еженедельника «L’Express», наряду с консультированием в «Hachette».
В 1970—1980-х гг. П. Гимар увлёкся политикой, активно поддерживал Ф. Миттерана, был его советником. В конце 1980-х годов писатель вновь обратился к творчеству; среди поздних произведений выделяется роман «Каменный век» («L’Âge de pierre», 1992), в центре которого — тема старости и смерти.
С 1982 по 1986 год он был членом Высшего органа телерадиовещания Франции.

## Избранные произведения
- L’ironie du sort
- Les premiers venus
- Les choses de la vie
- Les faux-frères
- Rue du Havre
- L’ironie du sort
- L’age de pierre
- Giraudoux tiens
- Le mauvais temps

## Награды
- 1956 : Премия Grand Prix de l’Humour за Les Faux-frères .
- 1957 : Премия Интералье за Rue du Havre .
- 1968 : Премия продавцов книг за Les Choses de la vie .
- 1993 : литературная премия Фонда Принца-Пьера-де-Монако за все его работы.